# Segona categoria del Campionat de Catalunya de futbol 1917-1918
Resultats de la lliga de Segona categoria del Campionat de Catalunya de futbol 1917-1918.

## Sistema de competició
Els canvis establerts al campionat de Catalunya aquesta temporada comportaren la creació d'una nova categoria que s'anomenà Primera B. Teòricament, aquesta categoria era un subgrup de la Primera Categoria, d'aquí el nom de Primera B, doncs el campió tenia l'opció d'optar al títol de campió absolut vencent al campió de Primera A, però a la pràctica fou la segona categoria del campionat català.
La categoria la disputaren 6 equips, enfrontant-se tots contra tots a doble volta, com a local i visitant. El campió disputaria un partit de promoció amb el darrer classificat de la primera categoria per una plaça a Primera A la següent temporada. En cas de victòria, també disputaria un partit final amb el campió de Primera A per optar al campionat absolut de Catalunya.

## Classificació final
| Pos | Equip              | PJ | PG | PE | PP | GF | GC | DG  | Pts | Classificació |
| --- | ------------------ | -- | -- | -- | -- | -- | -- | --- | --- | ------------- |
| 1   | CS de Sants (C)    | 10 | 6  | 2  | 2  | 18 | 12 | +6  | 16  | Campió (+2)   |
| 2   | Terrassa FC        | 10 | 6  | 3  | 1  | 21 | 9  | +12 | 15  |               |
| 3   | FC Badalona        | 10 | 6  | 3  | 1  | 26 | 9  | +17 | 15  |               |
| 4   | Universitary SC    | 10 | 2  | 0  | 8  | 7  | 23 | −16 | 4   | (Nota)        |
| 5   | CE Júpiter         | 10 | 1  | 0  | 9  | 10 | 27 | −17 | 2   |               |
| 6   | L'Avenç de l'Sport | 10 | 5  | 0  | 5  | 14 | 16 | −2  | 2   | Promoció (-8) |

La resolució de la primera temporada de la Primera B va ser tot un embolic. El FC Badalona assolí la primera posició de la classificació un cop acabada la temporada, amb la següent classificació: FC Badalona 15 punts, FC Terrassa 15 punts, CS Sants 14 punts, L'Avenç de l'Sport 10 punts, Universitary SC 4 punts i CE Júpiter 2 punts. Posteriorment, la Federació atorgà els dos punts de la derrota amb l'Avenç al Sants per haver alineat l'Avenç dos jugadors no inscrits. Per la seva banda, l'Avenç cedí al Badalona els dos punts del seu triomf de la jornada 9, passant la classificació a ser: Badalona 17 punts, Sants 16 punts, Terrassa 15 punts. La Federació, però, no acceptà aquesta cessió restant els punts al Badalona, sancionant l'Avenç i declarant campió al Centre de Sports de Sants. La classificació final fou: CS Sants primer, FC Terrassa segon i FC Badalona tercer.
Pel que fa a la part baixa de la classificació, l'Avenç, a més de perdre el partit amb el Centre de Sants, va haver de rebre alguna sanció federativa doncs segons la premsa de l'època finalitzà empatat a punts amb el Júpiter a la darrera posició del campionat. Ambdós clubs van disputar un partit de desempat que afavorí el club del Poble Nou.
| CE Júpiter | 4 - 3                | L'Avenç de l'Sport |
| ---------- | -------------------- | ------------------ |
|            | [ 12 ] [ 13 ] [ 14 ] |                    |

## Resultats
| Primera volta | Primera volta | Primera volta           | Primera volta |
| Jornada       | Data          | Local - Visitant        | Resultat      |
| ------------- | ------------- | ----------------------- | ------------- |
| 1             | 11-11-1917    | Avenç - Universitari    | 2-1           |
| 1             | 11-11-1917    | Badalona - Sants        | 0-0           |
| 1             | 11-11-1917    | Terrassa - Júpiter      | 3-1           |
| 2             | 18-11-1917    | Badalona - Terrassa     | 2-2           |
| 2             | 18-11-1917    | Sants - Avenç           | 1-0           |
| 2             | 18-11-1917    | Júpiter - Universitari  | 1-2           |
| 3             | 02-12-1917    | Universitari - Sants    | 1-2           |
| 3             | 02-12-1917    | Terrassa - Avenç        | 2-0           |
| 3             | 02-12-1917    | Júpiter - Badalona      | 1-3           |
| 4             | 09-12-1917    | Badalona - Avenç        | 3-1           |
| 4             | 09-12-1917    | Terrassa - Universitari | 6-0           |
| 4             | 09-12-1917    | Sants - Júpiter         | 2-0           |
| 5             | 16-12-1917    | Avenç - Júpiter         | 4-1           |
| 5             | 16-12-1917    | Sants - Terrassa        | 1-1           |
| 5             | 16-12-1917    | Badalona - Universitari | 4-0           |
|               |               |                         |               |

| Segona volta | Segona volta | Segona volta            | Segona volta |
| Jornada      | Data         | Local - Visitant        | Resultat     |
| ------------ | ------------ | ----------------------- | ------------ |
| 6            | 13-01-1918   | Universitari - Avenç    | (c/p)        |
| 6            | 13-01-1918   | Sants - Badalona        | 2-3          |
| 6            | 24-02-1918   | Júpiter - Terrassa      | 1-3          |
| 7            | 20-01-1918   | Terrassa - Badalona     | 1-1          |
| 7            | 20-01-1918   | Avenç - Sants           | 4-3          |
| 7            | 20-01-1918   | Universitari - Júpiter  | 2-1          |
| 8            | 27-01-1918   | Sants - Universitari    | 2-1          |
| 8            | 27-01-1928   | Avenç - Terrassa        | 1-2          |
| 8            | 27-01-1928   | Badalona - Júpiter      | 5-0          |
| 9            | 10-02-1918   | Avenç - Badalona        | 2-0          |
| 9            | 10-02-1918   | Universitari - Terrassa | (c/p)        |
| 9            | 10-02-1918   | Júpiter - Sants         | 1-3          |
| 10           | 17-02-1918   | Júpiter - Avenç         | 3-0          |
| 10           | 17-02-1918   | Terrassa - Sants        | 1-2          |
| 10           | 17-02-1918   | Universitari - Badalona | 0-5          |
|              |              |                         |              |

## Promoció d'ascens
El Centre de Sports de Sants disputà la promoció d'ascens a Primera A enfront l'Internacional al millor de dos partits:
| FC Internacional | 2 - 1 | Centre d'Sports de Sants |
| ---------------- | ----- | ------------------------ |
| Millan · Cruz    |       | Dalmau                   |

| FC Internacional | 0 - 0 | Centre d'Sports de Sants |
| ---------------- | ----- | ------------------------ |
|                  |       |                          |

## Promoció de descens
L'Europa disputa la promoció d'ascens a Primera B enfront l'Avenç:
| CE Europa                   | 3 - 0 | L'Avenç de l'Sport |
| --------------------------- | ----- | ------------------ |
| Pelaó II · Santuré · Nogués |       |                    |

 Camp del FC Barcelona, Barcelona
L'Europa es classificà per la Primera B de la temporada següent. L'Avenç, finalment, també va mantenir la categoria en produir-se la desaparició de l'històric Universitari SC.